# Amblar
Amblar é uma comuna italiana da região do Trentino-Alto Ádige, província de Trento, com cerca de 213 habitantes. Estende-se por uma área de 14 km², tendo uma densidade populacional de 15 hab/km². Faz fronteira com Caldaro sulla Strada del Vino (BZ), Cavareno, Romeno, Don, Termeno sulla Strada del Vino (BZ), Sfruz.